# Gian Paolo Timoleone di Cossé-Brissac
Gian Paolo Timoleone di Cossé Brissac, duca di Brissac e marchese di Thouarcé (Parigi, 12 ottobre 1698 – Parigi, 17 dicembre 1780), è stato un militare francese, maresciallo di Francia.

## Biografia
Secondo figlio maschio e terzo dei figli d'Artus-Timoléon, conte poi duca de Brissac, e di Marie Louise Béchameil de Nointel, succedette al fratello maggiore, Charles (1693-1732), morto senza un erede maschio.
Inizialmente fu cavaliere di Malta e guardia della Marina nel 1713, fece servizio sulle galere maltesi nel 1714 e si trovò a combattere in diverse azioni contro i turchi; nel 1716, combatté a Corfù, difesa dal maresciallo di Schulembourg, che costrinse i turchi alla fuga. Il cavaliere de Brissac lasciò il servizio della Marina e rientrò in Francia nel 1717.
In veste di maestro di campo di un reggimento che portava il suo nome, Brissac fece servizio distinguendosi a tal punto che il suo valore e il suo zelo furono premiati con il bastone di maresciallo di Francia. Il suo coraggio, la sua educazione e soprattutto il suo modo di parlare denotavano la lealtà e la franchezza di un bravo cavaliere e il modello degli antichi guerrieri francesi. In un'occasione, quand'era già piuttosto vecchio, fece un'affermazione galante alla Delfina di Francia, la futura regina Maria Antonietta: l'8 giugno 1773, Maria Antonietta fece la sua prima apparizione ufficiale a Parigi alle Tuileries e quando si affacciò al balcone la folla iniziò a urlare dalla gioia e la Delfina rispose con un sorriso seducente, allora il duca de Brissac le fece il baciamano e le disse: «Madame, senza pregiudizio per Monsieur le Dauphin, qui voi avete duecentomila amanti». Il duca di Brissac morì nel 1780, all'età avanzata di ottantadue anni, prima di vedere gli sconvolgimenti della Rivoluzione francese.

## Matrimonio e figli
Brissac nel 1732 sposò Marie Josèphe Durey de Sauroy († 1756), dalla quale ebbe tre figli:
- Louis-Joseph (1733-1759), senza discendenza.
- Louis-Hercule (1734-1792), nono duca de Brissac, senza discendenza maschile.
- Pierre Emmanuel Joseph Timoléon (1741-1756), marchese de Thouarcé, senza discendenza.

Il titolo passò agli eredi di René-Hugues (1702-1754), terzo figlio maschio di Artus-Timoléon.